# Jorge Robledo

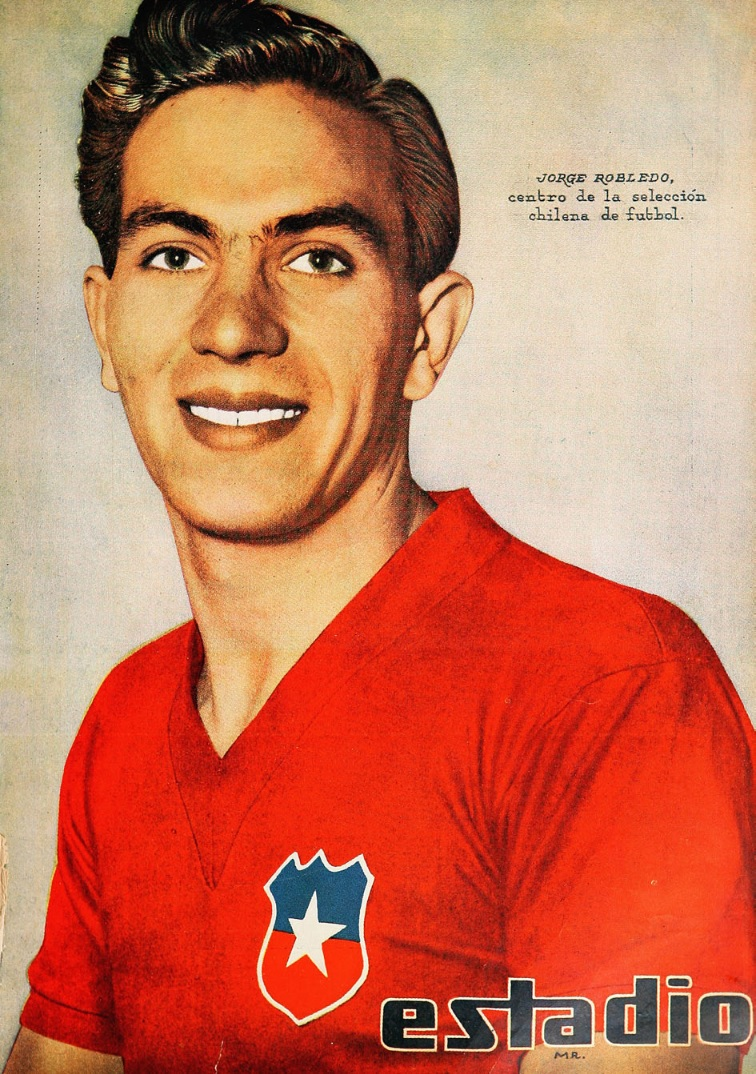
Jorge Robledo em 1950

George Robledo Oliver , mais conhecido como Jorge Robledo (Iquique, 14 de abril de 1926 — Viña del Mar, 1 de abril de 1989), foi um futebolista chileno que atuava como atacante.

## Biografia
Filho de pai chileno e mãe inglesa e nascido com o nome de George Robledo Oliver , aos cinco anos de idade mudou-se com a família para a Inglaterra onde começou a jogar futebol. Iniciou sua carreira em times da segunda divisão inglesa até que dirigentes da equipe do Barnsley o contrataram em 1946. Em 1949 transferiu-se para o time do Newcastle United FC e por essa equipe venceu a Copa da Inglaterra das temporadas de 1950-1951 e 1951-1952. Nesta última, marcou o gol da vitória contra o time do Arsenal e jogou junto com seu irmão Eduardo (Edward), chamado "Ted".
Ainda foi campeão inglês na temporada 1951-1952 marcando 32 gols em 33 partidas. Jogou pela seleção do Chile a Copa do Mundo de 1950 realizada no Brasil. É contratado pelo Colo-Colo em 1953 e em sua estreia 40 mil pessoas compareceram ao evento. Conquista o campeonato chileno desse mesmo ano e do ano de 1956. Vence também a Copa Chile de 1958. Foi ainda o artilheiro dos campeonatos chilenos de 1953 e 1954 com, respectivamente, 26 e 25 gols. Encerrou sua carreira futebolística em 1960 no Club Deportivo O'Higgins e faleceu em 1º de abril de 1989 de um ataque cardíaco e foi enterrado no Mausoléu do Velhos Craques do clube no cemitério de Santiago.

## Equipes nas quais atuou
- Barnsley F.C.: 1946-1949
- Newcastle United FC: 1949-1953
- Colo-Colo: 1953-1960
- Club Deportivo O'Higgins: 1960

## Títulos
Newcastle United
- Campeonato Inglês (1951-1952); Copa da Inglaterra (1950-1951, 1951-1952)

Colo-Colo
- Campeonato Chileno (1953, 1956); Copa Chile (1958)

## Artilharia
Newcastle United
- Campeonato Inglês (1951-1952 - 32 gols)

Colo-Colo
- Campeonato Chileno (1953 - 26 gols, 1954 - 25 gols)

## Curiosidades
- Durante o período em que jogou na Inglaterra, Robledo marcou 127 gols em 251 partidas. É o primeiro artilheiro estrangeiro não-britânico, e um dos estrangeiros que mais gols marcou na liga inglesa.
- A equipe do Newcastle considera Robledo como o melhor atacante de sua história.
- Ao se juntar aos seus compatriotas chilenos para jogar a Copa do Mundo de 1950, não falava uma palavra de espanhol. Isso se devia ao fato de, apesar de ser chileno de nascimento, Robledo ter passado até então a maior parte de sua vida na Inglaterra.
- Jorge Robledo é considerado um revolucionário do futebol chileno, pois trouxe inovações que seus compatriotas desconheciam tais como: conceitos de profissionalismo, inovações táticas e novos tipos de preparação física.
- Após se aposentar como futebolista, trabalhou como engenheiro civil e, quando se mudou para a cidade de Viña del Mar, como professor de educação física e como diretor de esportes de um colégio.